# مارک فلتون
مارک فلتون (انگلیسی: Mark Felton؛ زادهٔ may ۱۹۷۴ (۵۰–۵۱ سال)) مورخ، تهیه‌کننده تلویزیونی، نویسنده، استاد دانشگاه، و یوتیوبر است. وی از سال ۲۰۰۵ میلادی تاکنون مشغول فعالیت بوده است.